# Daisy Bacon
Pour les articles homonymes, voir Bacon.
Daisy Bacon, née le 23 mai 1898 à Union City, Pennsylvanie et morte le 1er mars 1986 à Port Washington est une éditrice américaine de pulps magazines, publiée pendant plus de 20 ans par Street & Smith. L'une de ses collections, Love Story Magazine atteindra une diffusion de 600 000 exemplaires.

## Biographie

### Jeunesse
Daisy Bacon naît le 23 mai 1898 à Union City, Pennsylvanie. Elle vit avec ses grands-parents dans une ferme et elle est éduquée à domicile par des professeurs privés. Après avoir vendu un article de non-fiction au Saturday Evening Post, elle décide d'aller tenter sa chance à New York.

### Carrière
Daisy Bacon anime la rubrique « courrier du cœur » avant de devenir éditrice en 1929, chez Street & Smith, du pulp magazine hebdomadaire Love Story Magazine,. Cette collection est l'une de celles qui remporte le plus succès (jusqu'à  600 000 exemplaires publiés) ; elle est éditée pendant plus de 20 ans (1 172 numéros). Daisy Bacon est également la rédactrice en chef des magazines Doc Savage, une collection de science-fiction, et The Shadow. Elle publie également Detective Story Magazine jusqu'en 1941 (environ 1 000 numéros). 
En 1938, dans The Love Pulps, écrit par Thomas H. Uzzell pour Scribner's magazine, celui-ci rapporte les propos de Daisy Bacon « Je me fie à mon jugement personnel. Je ne prête aucune attention à ce que les autres magazines publient ; je lis mais ne tiens pas compte du courrier des fans. Certains de mes concurrents commettent, à mon avis, une grave erreur en imitant mon magazine et en essayant de nouvelles formules. Je sais ce que je veux et je ne compte pas avoir la chance de le trouver parmi les manuscrits qui me sont soumis. J'écris beaucoup de lettres à mes auteurs. ».
Elle est présentée dans le journal The Philadelphia Inquirer comme « celle qui vend des histoires d'amour aux employées de magasin et aux femmes mariées seules »,.
Elle reste éditrice pour Street & Smith jusqu'en 1947, date à laquelle la maison d'édition décide de ne plus éditer de pulps,. Privée de son travail, elle consacre ensuite son temps à l'écriture et publie notamment Love Story Writer en 1954 pour partager son expérience d'éditrice de romantique fiction.
Elle meurt à Port Washington en 1986.

## Publication
- (en-US) Love Story Maker, New York, Hermitage House, 1954, 172 p. (OCLC 2941236, présentation en ligne).

## Exemplaires de pulps
- (en-US) Detective Story v164 n01 [1942-05], New York, Street & Smith Publications, 1942, 164 p. (lire en ligne)
- (en-US) Love Story Magazine v188n05 [1944-05-30], New York, Street & Smith Publications, 1930, 133 p. (lire en ligne)